# ورنور، کوئینزلند
ورنور (به انگلیسی: Vernor) یک حومه شهر در استرالیا است که در کوئینزلند واقع شده‌است.